# Верхньодвінський район
Верхньодві́нський райо́н (біл. Верхнядзвінскі раён) — адміністративна одиниця Вітебської області Білорусі. Адміністративний центр району — місто Верхньодвінськ.

## Географія
Територія району становить 2 140 км². Основні річки — Західна Двіна та її притоки Сар'янка, Ужиця, Росиця, Дриса, Свольна. Налічується 25 великих озер, найбільші із них: Освея (47,95 км²), Лісно (15,71 км²), Біле (5,52 км²), Ізубриця (1,21 км²), Страдне (0,94 км²), Стрілковське (0,93 км²), Кропи (0,1 км²) ,Лесичанське (0,06 км²). Найбільші болотні масиви — Освейське, Крупець, Тятно, Кревники. На заході від села Городиловичі знаходиться найвища точка району — 191,8 м над рівнем моря.

## Історія
Історичні джерела свідчать, що заселення Верхньодвінщини почалося в епоху мезоліту . Ці території спочатку були заселені балтськими, а на Освейщині і фіно-угорськими племенами, асимільованими вже в нашому тисячолітті слов'янами — кривичами. Про це говорять назви багатьох населених пунктів, річок, озер та урочищ.
У середні століття ці землі входили до складу Полоцького Князівства та Великого князівства Литовського, і часто ставали ареною численних воєн.
Під час франко-російської війни 1812 року при таборі, створеному поблизу міста Дриса, який займав територію близько 14 км², знаходився штаб першої російської армії генерала Барклая-де-Толлі.
Район був утворений у 1924 році і називався Дрисенським, до 1930 року входив до складу Полоцької округи. В 1938 році увійшов до складу створеної Вітебської області. 25 грудня 1962 року у зв'язку з перейменуванням міста Дриса у Верхньодвінськ отримав сучасну назву.
У роки німецько-радянської війни регіон зазнав значних людських втрат. Внаслідок партизанських дій та каральних антипартизанських операцій у відповідь, в період з 16 лютого до початку квітня 1943 року, у Верхньодвінськом районі загинула третя частина довоєнного населення, а в Освейському районі — більше половини. В СРСР події отримали назву «Освейська трагедія».

## Адміністративний поділ

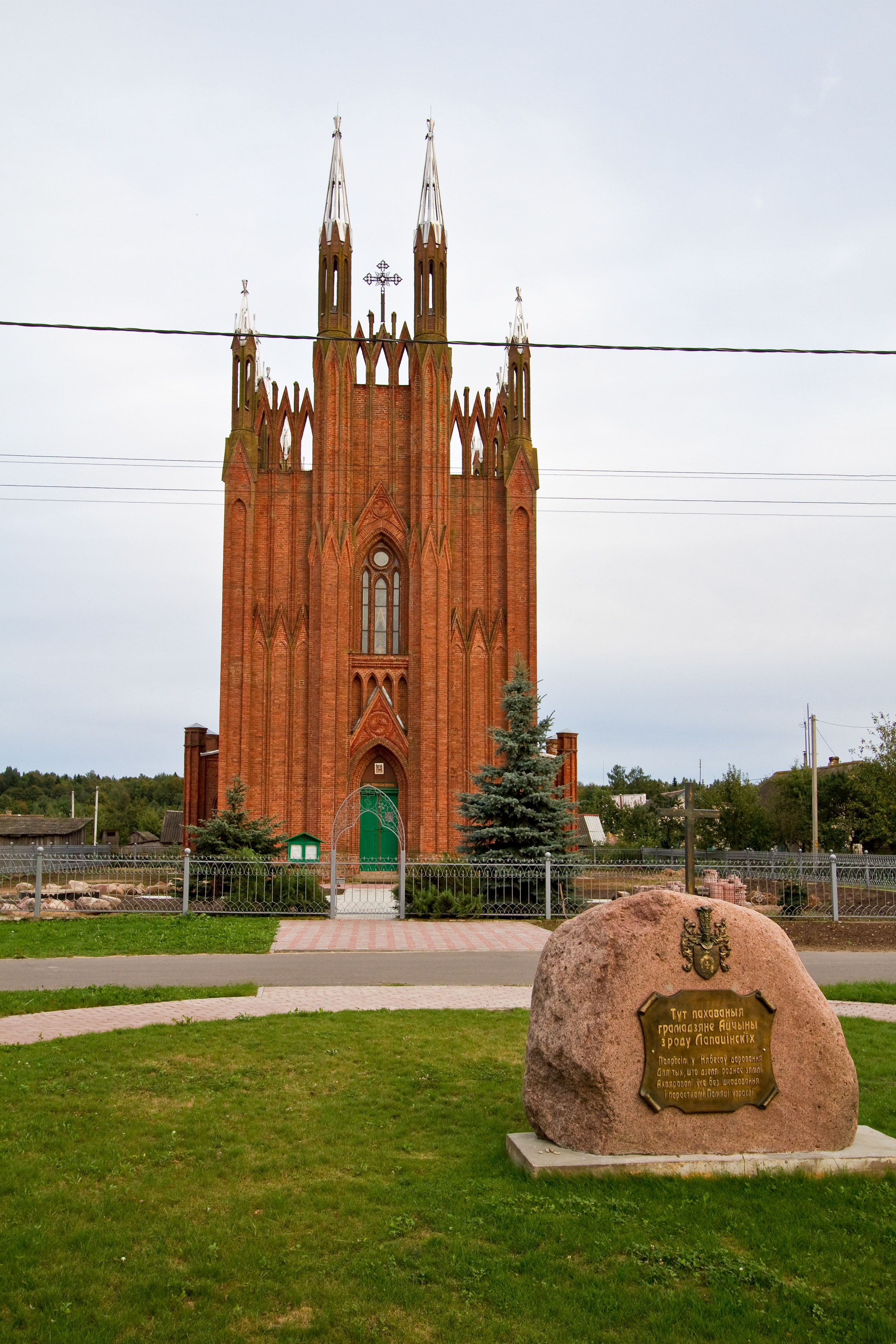
Церква Успіння Пресвятої Богородиці (Сар'я)

Верхньодвінський район ділиться на 10 сільських рад:
- Бельковщинська
- Бігосовська
- Борковицька
- Волинецька
- Дерновицька
- Кохановицька
- Освейська
- Сар'янська
- Чапаєвська
- Шайтеровська

## Персоналії
Відомі особистості, які народилися чи пов'язані із районом:
- Богданович Анатолій Васильович (1888, Луначарське—1969, Херсон) — мовознавець, славіст, педагог
- Барсток Марія Микитівна  (1916, Нарковичі—1994) — білоруський радянський літературознавець, критик. Кандидат філологічних наук
- Кобзун Іван Михайлович (1902, Борсуки—1942) — Герой Радянського Союзу
- Понізник Сергій Степанович  (1942, Бобишки) — білоруський радянський поет, журналіст, перекладач
- Хадкевич Тарас Костянтинович  (1912, Шайтерове(інші мови) — 1975) — білоруський радянський письменник
- Черський Іван Дементійович (1845, Свольно—1892) — відомий дослідник Сибіру, географ, геолог, палеонтолог